# Wallander – Läckan
Wallander – Läckan är en svensk thriller från 2009. Det är den sjunde filmen i den andra omgången med Krister Henriksson som Kurt Wallander. Filmen släpptes på DVD den 18 november 2009.

## Handling
En rad välplanerade och spektakulära rån mot värdetransporter där stora miljonbelopp försvinner sker i Ystad. Aspiranterna Isabelle och Pontus råkar befinna sig på precis rätt plats och tar upp jakten, som slutar med att Pontus tas till fånga.

## I rollerna
Återkommande:
- Krister Henriksson – Kurt Wallander
- Lena Endre – Katarina Ahlsell, åklagare
- Mats Bergman – Nyberg, kriminaltekniker
- Douglas Johansson – Martinsson, kriminalinspektör
- Fredrik Gunnarsson – Svartman, polisman
- Marianne Mörck – Ebba, receptionist
- Stina Ekblad – Karin Linder, obducent
- Nina Zanjani – Isabelle, polisaspirant
- Sverrir Gudnason – Pontus, polisaspirant

I detta avsnitt:
- Michael Segerström – Sven Adelgren
- Ulrika Nilsson – Mette Adelgren
- Rolf Jarl – Leonard Belker
- Martin Aliaga – vespamannen
- Niklas Riesebeck – Micke Sterner
- Susanne Karlsson – Malin, Svartmans fru
- Marienette Dahlin – överklassdam
- Åsa Forsblad – VD Scandiguard
- Kimmo Rajala – Marko Lehtinen
- Johanna Andersson – hästtjej
- Engla Sahlstedt – hästtjej